# Barbro Wallander
Barbro Elisabet Wallander, född 4 maj 1909 i Linköping, död där 13 november 1975, var en svensk teckningslärare och målare.
Efter avlagd examen som teckningslärare anställdes hon som teckningslärare i Finspång och från 1943 var hon verksam vid Högre allmänna läroverket i Linköping. Som konstnär medverkade hon i ett flertal utställningar med provinsiell konst. Hennes konst består av stadsmotiv och landskapsmålningar utförda i akvarell.